# Dorfkirche Ahrensdorf (Rietz-Neuendorf)

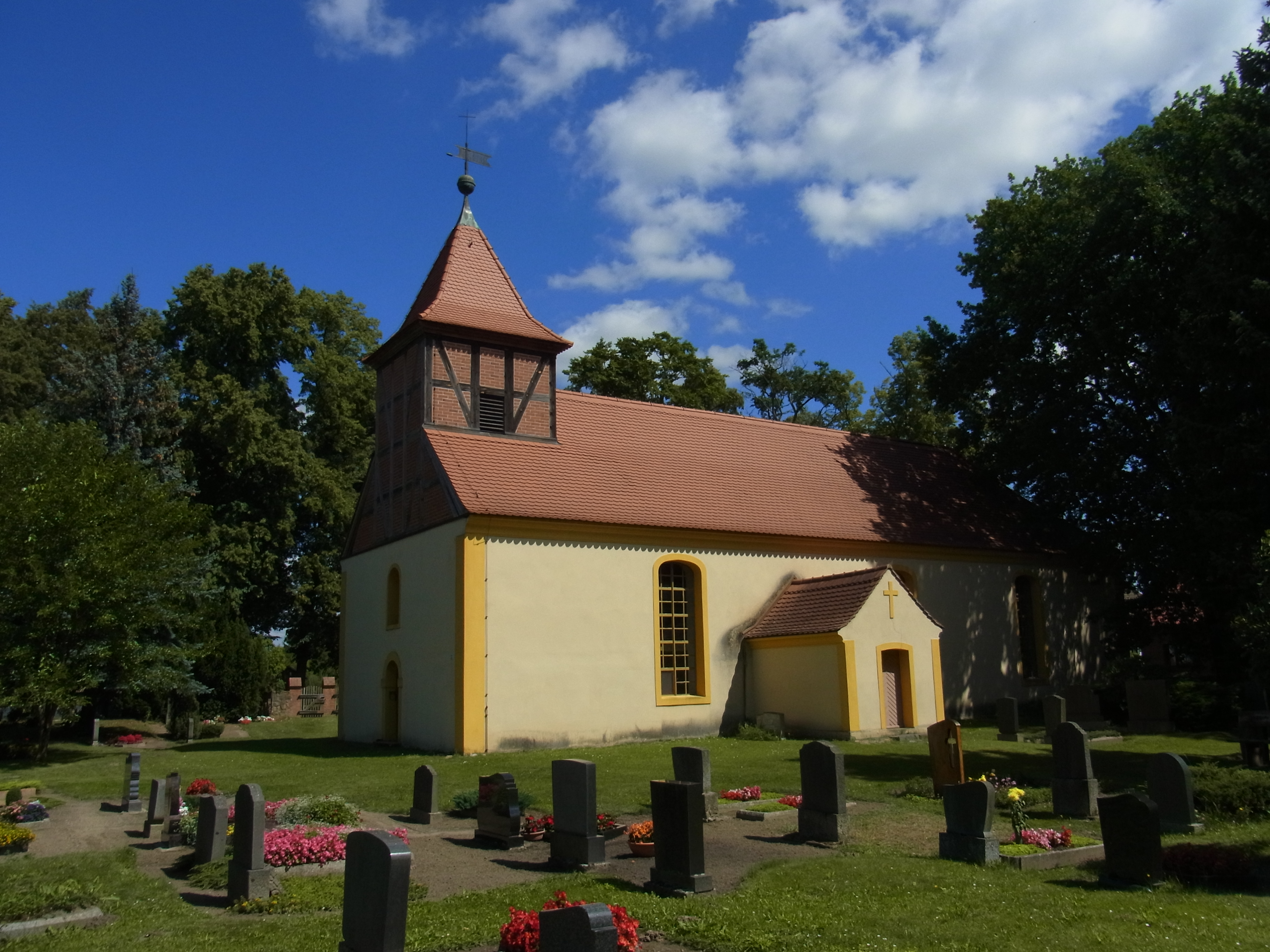
Dorfkirche in Ahrensdorf, 2016

Die evangelische Dorfkirche Ahrensdorf ist eine Saalkirche im Ortsteil Ahrensdorf der Gemeinde Rietz-Neuendorf des Landkreises Oder-Spree. Sie steht unter Denkmalschutz. Sie gehört zum Kirchenkreis Oderland-Spree der Evangelischen Kirche Berlin-Brandenburg-schlesische Oberlausitz.

## Geschichte und Architektur
Ein Vorgängerbau der Kirche entstand im 13. bis 14. Jahrhundert. 1713 bis 1714 wurde er neu errichtet und 1793 grundlegend umgebaut. Das Gotteshaus wurde östlich vergrößert, erhielt im Nordteil eine Sakristei und gen Süden einen als Eingangsbereich genutzten Anbau. Der aus Stein gemauerte Altar wurde gegenüber dem Eingangsbereich an die Nordseite verlegt. Oberhalb des Altars befindet sich der aus dem 18. Jahrhundert stammende polygone Kanzelkorb. Hölzerne Emporen umfassen, bis auf die Nordwand, alle Gebäudeseiten. Die hexagonale gusseiserne Taufe unterhalb der südlichen Empore wurde 1840 hergestellt.
Westlich auf dem rechteckigen verputzten Kirchenschiff befindet sich ein Fachwerkdachturm mit zwei Glocken aus den Jahren 1819 und 1917, der südlich und nördlich Schallöffnungen aufweist. An seiner Spitze befinden sich eine Kugel und eine Wetterfahne. 1993 bis 1994 wurde die Kirche umfassend saniert und am 18. September 1994 wieder eingeweiht.